# Jaque Khury
Jaqueline "Jaque" Khury Cardoso (São Paulo, 6 de abril de 1984) é uma modelo, influenciadora digital, repórter e ocasionalmente atriz brasileira.

## Biografia

### Carreira
Jaqueline fez pequenas participações em algumas produções da Rede Globo, como O Clone e Paraíso Tropical. Esteve em dois filmes, o longa-metragem O Magnata e Ensaio, curta-metragem de Márcio Salem.
Tornou-se nacionalmente conhecida como integrante do Big Brother Brasil 8. Foi a primeira eliminada do reality, recebendo 87% dos votos do público ao enfrentar um paredão com Gyselle Soares, que viria a ser vice campeã da edição.
Um ano depois, começou a apresentar o programa Interligado na Rede TV. Ela não compareceu na emissora para fazer a última apresentação da atração, assim gerando uma grande polêmica.
Em 2010, foi convidada para fazer parte da equipe do Legendários na Rede Record. Ela apresentou o quadro "Jaque Responde" durante 3 meses e foi retirada da atração. Após 9 meses na geladeira da Rede Record, transferiu-se novamente para Rede TV, mas dessa vez como repórter especial do Carnaval de São Paulo e do Rio de Janeiro.
Em 2011, integrou o time do Pânico na TV, onde gravou diversas reportagens como panicat. Em 2012, foi demitida do programa. No mesmo ano, gravou o curta-metragem Fábrica de Sinos, ao lado de Pe Lanza.
Posou nua duas vezes, na Playboy em março de 2008 e na Sexy em setembro de 2011.
Em 2015, entrou para o fisiculturismo. Ganhou o Diva Fitness categoria amadora e venceu o WBFF (World Beauty Fitness & Fashion).
Em 2021, entrou para a plataforma adulta OnlyFans.

### Vida pessoal
Jaque Khury é filha da artista plástica Leila Khury, descendente de libaneses. Em agosto de 2013 anunciou estar grávida de seu primeiro filho, Gael, fruto de seu relacionamento com o produtor de cinema Rafael Mello,